# Luis Taruc
Luis Taruc est un militant et homme politique philippin partisan de la réforme sociale (21 juin 1913 – 4 mai 2005).

## Biographie
Chef entre 1948 et 1954 du mouvement communiste appelé Huk qui démarra ses activités en 1942 sous le nom de Hukbalahap (l’Armée populaire contre l’Occupation japonaise) et qui évolua à la fin des années 1940 comme un mouvement rebelle armé face au gouvernement philippin ; il se rendit aux autorités philippines en 1954 et fut condamné à douze ans de prison pour révolte publique et terrorisme. Après sa libération, Taruc plaida en faveur d’un mouvement militant pour « un retour à la terre » et fut député au Parlement philippin dans la deuxième circonscription de Pampanga de 1946 à 1949.